# Алфредо ди Стефано
Алфредо Стефано ди Стефано Лауле (на испански: Alfredo Stéfano di Stéfano Laulhé) е бивш аржентински, колумбийски и испански футболист, един от най-успешните в историята на Реал Мадрид.
Двукратен носител на Златната топка за 1957 и 1959 г.
Изключително бърз, маневрен, притежаващ виртуозна техника централен нападател, получил прозвището „Светлокосата светкавица“. Почетен президент на Реал Мадрид.

## Кариера
Започва кариерата си в Ривър Плейт (1942 – 1949), а по-късно в Уракан, изиграва и 6 мача в националния тим на Аржентина, с който става шампион на Южна Америка (1947).
През 1950 г. е участник в стачката на аржентинските футболисти, много от които емигрират в Колумбия. Там играе в Мийонариос до 1952 г.
През 1953 г. пристига в Испания и приема испанско поданство. Играе в Реал Мадрид (1953 – 1964), Еспаньол (1965 – 1966) и Елче (1967). Шампион на Аржентина (1947), на Колумбия (1949, 1951, 1952), Испания (1954, 1955, 1957, 1958, 1961, 1962, 1963, 1964), носител на КЕШ (1956, 1957, 1958, 1959, 1960) и на междуконтиненталната купа (1960). 49 гола в 60 мача за КЕШ. Обявен за спортист номер едно на Испания през 1957, 1959, 1960, 1962, 1964 г.
Голмайстор на първенството през 1954 (29 гола), 1956 (24), 1957 (31), 1958 (19) и 1959 (23). Обявен за футболист № 1 едно на Европа през 1957 и 1959 г. и носител на Златната топка. На четвърто място в голмайсторската класация на испанското първенство с 228 гола за 329 мача, като пред него са Лионел Меси (294 гола), Телмо Сара (251) и Уго Санчес (234).

### Национален отбор
Изиграва 6 мача за Аржентина, 2 за Колумбия и 31 мача за националния тим на Испания. Легенда на „Реал“ (Мадрид) по време на тоталната му хегемония в Испания и Европа през втората половина на 50-те и първата на 60-те години.

### Треньорска кариера
По-късно работи като треньор и извежда Валенсия до титлата (1971), купата на Испания (1979) и КНК (1980).
Бил е треньор и на „Реал“ (Мадрид), с който е финалист за КНК (1983) и носител на купата на Испания (1982). Водил е още отборите на Бока Хуниорс (шампион през 1970), Ривър Плейт, Спортинг Лисабон, Райо Валекано, Кастельон.

## Смърт
На 5 юли 2014 г., само ден, след като е навършил 88 години получава инфаркт и е приет в болницата „Грегорио Маранон“ в Мадрид, където изпада в кома. Два дни по-късно лекарите губят борбата за живота му и той умира на 7 юли 2014 година.